# Klocek
Klocek (niem. Klotzek) – wieś w Polsce, położona w województwie kujawsko-pomorskim, w powiecie tucholskim, w gminie Tuchola, na obszarze Tucholskiego Parku Krajobrazowego.
| SIMC    | Nazwa              | Rodzaj                               |
| ------- | ------------------ | ------------------------------------ |
| 0098625 | Klocek-Wybudowanie | część wsi (do 2023 r.)               |
| 0098631 | Za Jeziorem        | przysiółek wsi, do 2023 r. część wsi |

W 1943 roku okupanci niemieccy zmienili nazwę miejscowości na Klotzeck. W latach 1975–1998 miejscowość administracyjnie należała do województwa bydgoskiego. Obecnie w skład sołectwa Klocek wchodzą również miejscowości Biała, Bielska Struga, Dziekcz, Woziwoda, Za Jeziorem, Zielona Łąka i Zielonka. Według Narodowego Spisu Powszechnego (III 2011 r.) wieś liczyła 92 mieszkańców. Jest szesnastą co do wielkości miejscowością gminy Tuchola. Wieś otaczają jeziora Grzybiec i Krasne.